# Pontoise
Pontoise är en kommun i departementet Val-d'Oise i regionen Île-de-France i norra Frankrike. Kommunen ligger i kantonen Pontoise som tillhör arrondissementet Pontoise. År 2022 hade Pontoise 31 623 invånare.
Konstnären Camille Pissarro var bosatt i Pontoise 1866–1869 och 1872–1884 och han och hans kollegor inom impressionismen har målat många landskap från trakten. Det finns ett museum om Pissarro i Pontoise.

## Befolkningsutveckling
Antalet invånare i kommunen Pontoise
| Referens: INSEE |